# 紙製薬莢
紙製薬莢（かみせいやっきょう）とは、小火器が用いる多様な種類の弾薬の中の一種で、金属製薬莢が出現する以前に使用されていたものである。こうした弾薬は紙製の筒もしくはコーン状に成型されたものに弾頭と発射薬を詰めて構成された。また少数の例では雷管や潤滑剤、銃身の詰まりを防ぐための薬剤が使われた。燃尽式薬莢は紙製薬莢であり、これは紙が点火によって完全に燃え尽きやすくなるよう、酸化剤で処理したものである。

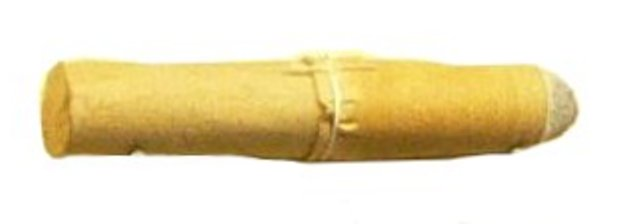
シャスポー銃の紙製薬莢。1866年。

## 歴史
紙製薬莢は手で携帯できる長さ程度の銃器に採用されており、いくつかの書籍に拠れば、これらが使用され始めた年代は14世紀後半に立ち戻ることとなる。ドレスデンの博物館には紙製薬莢の使用年代として1591年を示す証拠があり、また一方、歴史家は1586年にキリスト教の兵士によって紙製薬莢が使われたことに注目している。また、カポ・ビアンコは1597年、紙製薬莢がナポリの兵士によって長らく用いられていたことを著述した。こうした弾薬の使用は、17世紀までに広範に伝播した。日本でも火縄銃伝来以降に独自に工夫され、弾丸・紙製薬莢・火薬のセットを「早合」と呼んだ。

### 文化的な影響
紙製薬莢はいくつかの目的に沿うよう、しばしばヘット、ラード、蜜蝋でコーティングされた。これはある程度の防水となり、紙で包まれた弾丸を銃身内に押し込むときに潤滑の役を果たしたほか、これらは発砲時に溶け、火薬の燃え滓と混じることで銃身内の残滓を取り除きやすくなった。通常、マスケット銃やライフルドマスケットに装填する際には弾薬包を噛んで開けることが必要だったため、厳しい戒律上の食事制限によって問題を引き起こすことがあった。例として、英国領インドで雇用されたセポイの兵士達は、主に牛肉食を禁じられたヒンドゥー教徒、または豚肉食を禁じられていたイスラム教徒だった。彼らが使う弾薬の潤滑用としてラードとヘットを使うという噂は、1857年のインド大反乱（セポイの乱）のきっかけの一つだった。
また、「噛んで開ける」という事からも明白なように歯の一部、とりわけ前歯が欠損している場合、軍役に従事すること自体が難しいと判断される場合もあった。アメリカ合衆国の選抜徴兵制度に於いては、良心的兵役拒否者を含む兵役不適格者は「クラス4」に分類され、そのうち「身体的・精神的・道徳的理由」から不適格とされた者は「4-F」と呼ばれていたのだが、この4Fという単語自体は南北戦争時代に「前歯を4本欠損している為、軍役に不適格とされた者」を揶揄するスラングが起源であるとされている。
1944年にニューベリー賞を得た歴史小説『ジョニー・トレメイン』では紙製薬莢の製造が詳しく描写されている。この小説はアメリカ合衆国の独立へと導かれていく時期のボストンを舞台とした。

## 紙製薬莢の長所
紙製薬莢が最も広く利用されたのは前装式の銃器である。こうした銃器がまとめられていない火薬と弾丸を装填する一方で、紙製薬莢は密封状態の包みに、すでに計量済みの火薬と弾丸をまとめて内蔵した。これは装填中に薬量をはかる行為を不要とした。散弾のように多数の弾頭を用いる場合にも、薬莢は弾頭をまとめて包む役割を果たし、量ったり数えたりする必要はなくなった。また紙は滑腔銃身の銃器にとってパッチの役割も果たした。銃の口径よりも小さな弾丸を撃つ際、紙や布製のパッチが当てられたことで銃身内が密閉された。
薬莢に使われる紙はかなり改修されていた。1859年に公表されたエンフィールド銃用紙製薬莢の製造要領では、2種類の異なった厚みを持つ紙を3片用い、被包の複雑さが示されている。管打式リボルバーに見られるようないくつかの弾薬では硝化された紙を用いた。硝酸カリウム溶液に浸して処理した後に乾かすと、紙はより燃えやすくなり、射撃後の完全燃焼を確実なものとした。
製造に要する手間にもかかわらず、紙製薬莢は南北戦争の時期を通じて使用され、この後には近代的な金属製薬莢によって代替された。

## 紙製薬莢の構造と使用
紙製薬莢は、これら弾薬を使用することとなる銃器に基づいて構造を変化させている。また銃器の特性に拠らない特徴が幾つかあり、どのような紙製薬莢にも当てはまる。例として紙製薬莢は、予期される取扱いに耐えられる程度には十分頑丈でなければならない。そこで強い紙が使われなくてはならず、または薬莢に強度を持たせるため補強が必要である。紙製薬莢の重要さは「薬莢用の紙」が存在することにも見られ、この紙は紙製薬莢の量産のために特に生産された。少数の事例では、紙製薬莢が製紙用パルプから直に作られ、口径通りの直径をもつ継ぎ目のない筒状に成型された。

### 滑腔マスケット用の紙製薬莢
滑腔マスケットは口径より小さい鉛製球形弾を装填し、紙または布のパッチを用いて弾丸が詰められた。典型的な燧発式銃の薬莢は紙の筒から作られ、2箇所の区画を作るため、3カ所で筒がふさがれた。前方の区画は球形の弾頭一つ、また散弾構成にするならば大型の球形弾頭と3つの散弾を内蔵した。後方の区画には発射薬が詰められた。マスケットに装填するには以下の動作が用いられる。
- マスケットを水平に構え、撃発装置をハーフコック状態とし、火蓋を開く。
- 紙製薬莢を噛んで開き、少量の火薬を火皿へ注いで火蓋を閉じる。
- マスケット銃を垂直に構え、残りの粉を銃身へ流し込む。
- 槊杖を用い、銃身の底まで弾頭と残りの紙を突き込む。

紙は普通、厚く頑丈な種類が使われ、発射時には弾頭後方の燃焼ガスを密閉する役割を果たし、また口径よりも小さな弾頭を銃身の中心軸上に保持した。射撃ごとに黒色火薬に由来する銃身内の汚れが増していくため、射撃する度に装填が難しくなった。これは潤滑剤の使用によって軽減され、潤滑剤は弾頭を銃身底まで滑らせるのを補助するだけでなく、銃身内の汚れをやわらげる効果もあり、装填中に銃身内から汚れがぬぐわれるのを助けた。

### 管打式小銃用の紙製薬莢

エンフィールド1853年式ライフルの紙製薬莢の断面図。3枚の紙で薬莢が構成されることを示す。

パーカッションロック式（管打式）に発火装置が改善され、施条のついた小銃（ライフル銃）の出現により、もはや球形弾を撃ち出す必要性はなくなった。しかしながら英語圏の軍隊では未だに、新しく登場した細長い弾丸を「Balls」と呼んでいる。ミニエー弾にはいくつかの革新が盛り込まれている。まず一つ目は、この弾丸は後部に深い空洞を備え、弾体が射撃時に膨張することで口径より小さな弾丸をパッチなしに使えるようになった。二つ目には数条の溝を弾体の外周に刻んでおり、ここには潤滑剤が蓄えられた。前記の通り、この潤滑剤も燃え尽きた粉体による汚れを軽減する役割を持ち、汚れた銃身に弾丸を詰めるのがより簡易化された。
新しい弾丸の径と銃身の口径とは緊密に適合するため、弾丸と銃身の狭い隙間に紙を差し挟むには、滑腔式の銃よりも紙を非常に薄くする必要があった。この条件を満たすため、頑丈な薬莢を確実に作ろうとするとき、薬莢は複数の部品から作られることとなった。以下にイギリスのエンフィールドライフル用薬莢の構造を外側から内側へと記述する。
- 固い紙で作られた1本の短い筒、これは薬莢に強度を与える。
- 薄い紙で作られた1本のもっと長い筒、一方の端は内側に押し込まれている。これは火薬と弾丸を分離する役割がある。
- 薄い紙で作られた1本の長い筒、これは一端が弾丸をなかば保持し、他の側は硬化された発射薬の容器となっている。

薬莢後端部分、弾丸の後ろ側は折り込まれて閉じられ、また一方の端部は火薬を満たした上で折り込まれ、閉じられた。完成した薬莢は弾丸に注油するため、弾丸を入れた側を溶けた蜜蝋と獣脂の混合物に浸した。
小銃に装填するため、火薬側の端部は裂かれるか折り込みをほどいて開かれ、発射薬が銃身内に入れられた。それから弾丸後端部が厚紙でできた筒の部分まで銃口に挿入された後、筒が千切られて取り除かれた。さらに弾丸は槊杖で突き込まれ、撃発装置に雷管が装着された。

### 管打式リボルバー用の硝化薬莢

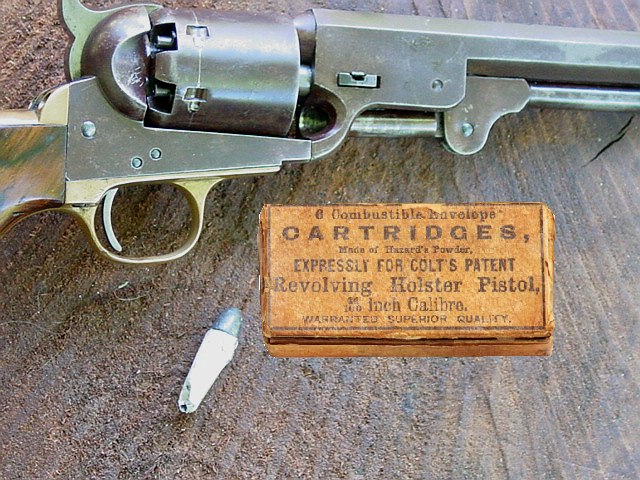
紙製薬莢。

管打式リボルバーは真の前装式銃ではなく、それに類似した物で、これらの銃は弾倉前面から弾薬を装填する。典型的なリボルバー用の紙製薬莢と、頑丈な管打式小銃用紙製薬莢との相違点は、この薬莢が薬室全体に挿入され、きちんと押し込まれるという点にある。リボルバー用薬莢はしばしば可燃性を持ち、一般的に弾丸は露出状態とされ、紙製薬莢に接着されていた。典型的な高温接着剤として広く利用されたのはケイ酸ナトリウムで、新鮮な卵の保存加工にも用いられていた。多くの製造例では先細りの円錐形状を用い、後方よりも弾頭部分で幅が広く取られていた。数種類か商業的に生産された薬莢、例えばイングランドのヘイズ社が生産したような製品は薬莢装填前に保護用の外層を除去する必要があり、補助として薬莢前部に小さな布製の除去つまみが付属した。
リボルバー用の紙製薬莢は本来の寿命よりも長く存続し、多様な形状を包含したが、それはローリン・ホワイト社の特許が貫通形状の弾倉を持つリボルバーを保護していたことによる。これは紙製薬莢を利用するものとして採用された。この特許は唯一スミス&ウェッソン社だけに許諾され、特許が期限切れになるまで、アメリカにおける薬莢式リボルバーの生産企業として実質的な独占を許した。またリムファイア式やセンターファイア式への変更を防いだことから、他の製造社は管打式の機構に取り残されねばならないか、もしくは自前の前装式薬莢を開発しなければならなかった。

### 後装式銃に使われる紙製薬莢
後装式のための、完全に自己充足式の紙製薬莢という概念は、雷管が発明されたわずか1年後の1808年に特許を得た。広く装備された最初期の後装式銃器の一つは、1839年に特許が取られたドライゼ銃である。この銃器はプロイセン陸軍によって能く使用された。撃針銃は完全に整った弾薬を用いており、紙製薬莢は弾丸、火薬と雷管を備えていた。雷管は弾丸の底部に位置し、撃針または「ニードル」は薬莢の後部から貫入し、発射薬を通り抜け、点火用の雷管を打撃した。

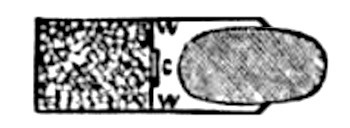
プロイセンの撃針銃で用いられた紙製薬莢の断面図。

撃針銃の紙製薬莢は当時の最先端だった。これは完全に自己充足的で、また後装式小銃に用いられるばかりではなく、いくつか非常に進んだ特徴を持っていた。最初に、この弾薬は実質上ケースレス弾であり、射撃後にはほとんど燃焼の残滓がなかった。第二に「前方点火式」であり、詰められた発射薬が前方から点火して後方へと燃えていった。エルマー・キースを含む様々な専門家による最新の銃の実験で示されるように、現代の弾薬でさえもこの方法からは優れた腔内弾道上の性能が付与される。最後の特徴はサボを用いた減口径弾の採用である。プロイセン軍によって使われたドングリ形状の弾丸は、張り子のサボに包まれて銃身内を運ばれた。この張り子のサボは銃身内を密閉する役割を果たすだけでなく、雷管も内蔵していた。
後装式撃針銃の脆さは、ごく少数の軍がこのシステムを採用するに留まった主な理由だった。良く訓練されたプロイセン軍では、各兵士が幾本かの予備撃針を携行するよう取り計られた。こうすることで個々の兵士が野戦についていても銃を修理することができた。

### 紙製散弾実包
紙製の散弾実包は、紙の筒部と真鍮製の底部・起縁部分から構成されており、製品が主にプラスチック製の実包へ置き換えられていった後も生産が続けられ、長年にわたり使われている。ただしこれらの薬莢が未だに相当多数つかわれているのは極めて寒冷な地域のみであり、マイナス40度Cの地域ではしばしばプラスチック製実包が射撃時に割れる。また極度に古い散弾銃に、ごく低圧の手製実包を使用する際に紙製薬莢が用いられる。紙製薬莢は、巻いて作った紙の筒を真鍮製の底部に付け、さらに製紙用パルプを圧縮して作った網状のケースを付けて構成される。こうした薬莢は何度も再使用するにあたって十分頑丈である。